# Das Talent des Genesis Potini
Das Talent des Genesis Potini ist ein neuseeländischer Spielfilm aus dem Jahr 2014 des Regisseurs James Napier Robertson, der auch das Drehbuch schrieb. Der Film beruht auf der wahren Geschichte des hochbegabten Schachspielers Genesis Potini, der an einer schweren bipolaren Störung litt. Der Film wurde mit zahlreichen neuseeländischen und internationalen Preisen ausgezeichnet und von der Kritik als einer der besten neuseeländischen Filme aller Zeiten gelobt.

## Handlung
Der Film beruht auf der Lebensgeschichte des neuseeländischen Māori Genesis Potini, der ein talentierter Schachspieler war, aber an einer bipolaren Störung litt. Am Anfang des Films wird Potini wegen seines schlechten mentalen Zustandes von der Polizei in ein Krankenhaus gebracht. Nach seiner Entlassung wird er der Obhut seines Bruders Ariki übergeben. Dieser lebt mit seinem Sohn Mana in einem armen, hauptsächlich von Māori bewohnten Viertel Gisbornes. Genesis kann im Zimmer von Arikis Sohn wohnen, welcher darüber nicht erfreut ist.
Potini erfährt, dass sein alter Schachfreund Noble Keelan einen Schachclub für Kinder, den Eastern Knights Chess Club, gegründet hat und sucht Noble frühmorgens auf, weil er gern daran teilnehmen möchte. Noble erlaubt ihm widerwillig zu kommen unter der Voraussetzung, dass er keinen Ärger macht. Der Schachclub trifft sich in einer schäbigen Hütte und erfüllt eher die Funktion eines Jugendzentrums für arme und vernachlässigte Kinder und Jugendliche, die dort eine sinnvolle Beschäftigung finden und auch kostenlose Getränke bekommen. Allerdings gibt es nur ein Schachspiel und die Kinder sind nicht sehr motiviert. Genesis stellt sich vor und erzählt den Kindern, dass er mit ihnen zur Neuseeländischen Junioren-Meisterschaft nach Auckland fahren will, worüber Noble zunächst sehr erbost ist.
Arikis Sohn Mana, der sich anfangs feindselig gegenüber Genesis verhielt, kommt gegen den Willen seines Vaters ebenfalls zum Schachclub. Er soll an seinem 14. Geburtstag in die Maori-Gang seines Vaters, die Vagrants, aufgenommen werden. Ariki übergibt seinen Sohn dem Gangmitglied Mutt, der ihn darauf vorbereiten soll. Da Ariki glaubt, dass Genesis dabei im Wege stehen könnte, bittet er seinen Bruder zu gehen und gibt ihm etwas Geld. Genesis übernachtet von da an im Freien an einem Denkmal auf dem Hügel Titirangi, der eine Ahnenstätte der Māori ist. Er leitet regelmäßig den Schachclub, der sich jetzt in der Marae trifft und neue Schachspiele hat. Mana kommt nun öfter dazu und wird Mitglied des Schachclubs. Er erzählt, dass er von Mutt als Teil seiner Gang-Initiation misshandelt wurde und an einem brutalen Raubüberfall teilnehmen musste, außerdem wurde ihm als Zeichen der Mitgliedschaft bei den Vagrants ein V ins Gesicht tätowiert.
Nachdem die Mutter eines Mitglieds des Schachclubs herausfindet, dass Genesis obdachlos ist, verbietet sie ihrem Sohn, weiter zum Schachclub zu gehen, was bei Genesis zu einem seelischen Zusammenbruch führt. Nobles Frau Sandy erlaubt ihn, für einige Monate in das Haus eines vorübergehend abwesenden Freundes zu ziehen.
Mana erfährt, dass die Schachmeisterschaft an seinem Geburtstag stattfindet, an dem er in die Gang aufgenommen werden soll, und verlässt den Schachclub wütend. Genesis versucht Ariki zu überzeugen, dass Mana mitfahren darf. Dieser besteht jedoch auf dem Verbot und offenbart Genesis, dass er sterbenskrank ist und glaubt, dass nur die Mitgliedschaft bei den Vagrants Mana nach seinem Tod eine Zukunft bietet. Bei der Abfahrt zur Meisterschaft nach Auckland hält der Kleinbus des Schachclubs auf Genesis’ Wunsch am Denkmal auf dem Hügel an. Dort findet Ariki den unglücklichen Mana und erzählt ihm, sein Vater hätte ihm die Fahrt nach Auckland erlaubt, woraufhin Mana mitfährt. Die einzigenSpieler der Eastern Knights, die bei dem Turnier ihr Spiel gewinnen können, sind Mana und Michael. Abends erzählt Mana, dass er wusste, dass Genesis über die Erlaubnis seines Vaters gelogen hatte, und dass er auch wisse, dass sein Vater bald sterben werde. Am nächsten Tag verliert Mana sein Spiel, Michael schafft es jedoch ins Finale, das er schließlich gewinnt. Genesis ist während des Finalspiels so erregt und laut, dass er des Saales verwiesen wird. Kurz danach taucht Ariki auf, schlägt Genesis und zwingt seinen Sohn, zu ihm ins Auto zu steigen und zurückzufahren. Genesis ist auf der Rückfahrt des Schachclubs nach Gisborne sehr verstört und geht nach der Ankunft zum Haus seines Bruders. Dort findet er Mana bewusstlos und mit einem blauen Auge und erfährt, dass dieser gerade in die Gang aufgenommen wurde. Mutt beginnt, Genesis zu schlagen, wird aber von Ariki gestoppt. Genesis zieht Mana seine Jacke mit den Gang-Symbolen aus und verlässt mit ihm unter Beschimpfungen von Mutt das Haus. Während die beiden gehen, beginnen andere Gangmitglieder, Mutt zu schlagen. In der Schlussszene erfahren die Zuschauer, dass der Schachclub Eastern Knights noch heute existiert und dass Genesis 2011 gestorben ist.

## Hintergrund
Die Figur des Genesis lehnt sich an den echten Genesis Potini an, einen in Gisborne geborenen Schachspieler und Schachlehrer, der 2011 starb. Er trainierte Gisborner Jugendliche im Schach, um ihnen einen positiven Fokus zu geben und um sie von Gangs und Kriminalität fernzuhalten. Potini litt unter einer bipolaren Störung und war deshalb häufig im Krankenhaus. Inspiriert wurde der Film von dem preisgekrönten Dokumentarfilm Dark Horse (2003) von Jim Mrabrooks, der sich ebenfalls mit Potinis Leben auseinandersetzt. Auf Wunsch des Regisseurs James Napier Robertson nahm Curtis für die Rolle des Genesis fast 27 kg zu und blieb für die gesamte Drehzeit in der Filmrolle. Außerdem trainierte er mit mehreren von Potinis früheren Schachpartnern Schach, darunter FIDE-Meister Ewen Green.

## Rezeption

### Finanzieller Erfolg
Der Film war kein finanzieller Erfolg: Er hatte Produktionskosten von 2,1 Mio. US-Dollar und spielte insgesamt nur 1,9 Mio. Dollar ein, davon 1,5 Mio. Dollar in Neuseeland.

### Kritik
Der Film erhielt überwiegend sehr positive Kritiken und erreichte bei Rotten Tomatoes eine Bewertung von 97 %, basierend auf 64 Kritiken, und ein Zuschauerrating von 77 %.
Radio New Zealand und das Channel Magazine priesen The Dark Horse als einen der besten neuseeländischen Filme aller Zeiten. Russell Braille vom New Zealand Herald vergab für den Film, den er großartig und tief berührend fand, fünf von fünf Sternen und lobte die mutige und vielschichtige Regie und die herausragende Leistung von Cliff Curtis. Auch in Australien erhielt der Film überschwängliche Kritiken, The Australian nannte ihn ein herausragendes Werk von größter künstlerischer Exzellenz und der Sydney Morning Herald lobte ihn als den vielleicht besten neuseeländischen Film seit Die Letzte Kriegerin von 1994.
Bei seiner internationalen Premiere auf dem Toronto International Film Festival 2014 wurde der Film von der Kritik ebenfalls sehr gut aufgenommen. Variety fand ihn herausragend und den sehenswertesten cineastischen Export aus Neuseeland seit vielen Jahren, für den The Hollywood Reporter waren die grandiose und dennoch subtile Leistung von Cliff Curtis, die inspirierende, wahre Geschichte und die lebendige Regieführung eine erfolgreiche Kombination, und Indiewire bewertete den Film mit der Bestnote und nannte ihn bewegend und unglaublich humanistisch Die Zeit betonte den Sozialrealismus des Films, der ihn vom amerikanischen Wohlfühlkino unterscheide. EPD-Film gab ihm vier von fünf Sternen. Von der New York Times und dem Time Magazine wurde der Film zum Critics’ Pick gekürt.

## Preise und Nominierungen
| Jahr | Preis                                       | Kategorie                             | Empfänger                                                | Resultat  |
| ---- | ------------------------------------------- | ------------------------------------- | -------------------------------------------------------- | --------- |
| 2014 | Asia Pacific Screen Awards                  | Beste Leistungs eines Schauspielers   | Cliff Curtis                                             | Gewonnen  |
| 2014 | 2014 Rialto Channel New Zealand Film Awards | Bester Film                           | The Dark Horse                                           | Gewonnen  |
| 2014 | 2014 Rialto Channel New Zealand Film Awards | Bester Regisseur                      | James Napier Robertson                                   | Gewonnen  |
| 2014 | 2014 Rialto Channel New Zealand Film Awards | Bestes Drehbuch                       | James Napier Robertson                                   | Gewonnen  |
| 2014 | 2014 Rialto Channel New Zealand Film Awards | Bester Hauptdarsteller                | Cliff Curtis                                             | Gewonnen  |
| 2014 | 2014 Rialto Channel New Zealand Film Awards | Bester Nebendarsteller                | James Rolleston                                          | Gewonnen  |
| 2014 | 2014 Rialto Channel New Zealand Film Awards | Beste Filmmusik                       | Dana Lund                                                | Gewonnen  |
| 2014 | 2014 Rialto Channel New Zealand Film Awards | Bester Nebendarsteller                | Wayne Hapi                                               | Nominiert |
| 2014 | 2014 Rialto Channel New Zealand Film Awards | Bestes Make-Up                        | Jane O’Kane                                              | Nominiert |
| 2014 | 2014 Rialto Channel New Zealand Film Awards | Bestes Kostümdesign                   | Kristin Seth                                             | Nominiert |
| 2014 | 2014 Rialto Channel New Zealand Film Awards | Bester Schnitt                        | Peter Roberts                                            | Nominiert |
| 2014 | 2014 Rialto Channel New Zealand Film Awards | Bester Ton                            | Chris Todd, Nick Buckton, Fred Enholmer, Tim Chaproniere | Nominiert |
| 2014 | 2014 Rialto Channel New Zealand Film Awards | Bestes Szenenbild                     | Kim Sinclair                                             | Nominiert |
| 2014 | 2014 Rialto Channel New Zealand Film Awards | Beste Kamera                          | Denson Baker                                             | Nominiert |
| 2014 | New Zealand Writers Guild                   | Bester Spielfilm                      | The Dark Horse                                           | Gewonnen  |
| 2015 | Art Film Fest                               | Bester Regisseur                      | James Napier Robertson                                   | Gewonnen  |
| 2015 | Art Film Fest                               | Bester Film                           | The Dark Horse                                           | Nominiert |
| 2015 | Dublin Film Critics’ Circle                 | Bester Hauptdarsteller                | Cliff Curtis                                             | Gewonnen  |
| 2015 | Dublin Film Critics’ Circle                 | Bester Film                           | The Dark Horse                                           | Nominiert |
| 2015 | Heartland Filmfestival                      | Truly Moving Picture Award            | The Dark Horse                                           | Gewonnen  |
| 2015 | International Film Festival Rotterdam       | Publikumspreis                        | James Napier Robertson                                   | Gewonnen  |
| 2015 | International Film Festival Rotterdam       | MovieZone Award                       | The Dark Horse                                           | Gewonnen  |
| 2015 | Filmfest München                            | Bester internationaler Film           | The Dark Horse                                           | Nominiert |
| 2015 | Filmfest München                            | Bester Film eines Nachwuchsregisseurs | James Napier Robertson                                   | Nominiert |
| 2015 | Seattle International Film Festival         | Bester Film                           | The Dark Horse                                           | Gewonnen  |
| 2015 | Seattle International Film Festival         | Bester Hauptdarsteller                | Cliff Curtis                                             | Gewonnen  |
| 2015 | San Francisco International Film Festival   | Bester Film                           | The Dark Horse                                           | Gewonnen  |
| 2015 | Palm Springs International Film Festival    | Publikumspreis                        | The Dark Horse                                           | Gewonnen  |
| 2015 | Washington DC Film Festival                 | Empfehlung                            | The Dark Horse                                           | Gewonnen  |
| 2015 | St Tropez International Film Festival       | Bester Film                           | The Dark Horse                                           | Gewonnen  |